# Safari
Safari — веббраузер, розроблений корпорацією Apple Inc. і входить до складу операційних систем macOS, iOS і iPadOS. Стабільно посідає четверте місце за кількістю користувачів (ринкова частка в травні 2013 року — ▲ 7,89 %). В Україні через незначну частку техніки Apple Inc. в Україні, частка веббраузера серед браузерів значно менше за середньосвітову.

## Історія
Після трьох років перебування на Маках Internet Explorer for Mac, у грудні 2003 року Apple анонсувала вихід бета-випуску свого нового браузера на MacWorld Expo. Багато хто чекав, що Apple Inc. зробить свій веббраузер на основі рушія Mozilla Gecko, тоді як компанія вирішила використовувати KHTML, рушій вебраузера Konqueror із середовища KDE.
Цікаво, що Apple Inc. найняла Дейва Хаятта у 2002 році. Він працював над вебпереглядачем Netscape Navigator з 1997 року. Хаятт створив вебпереглядач Camino і був одним з творців Firefox. Обидва вебпереглядачі використовували рушій Gecko. На той час, як у Apple Inc. почали роботи над Safari в 2002 році, Mozilla вже два роки розробляла новий рушій Gecko. KDE приблизно стільки ж працювали над новим рушієм KHTML, розробка якого почалася в 2000 році. Рушій KHTML був швидший, легший і підтримував більше стандартів.
Замість того, щоб використовувати Gecko, Apple Inc. вирішили вдосконалити KHTML, позбавивши його залежності від набору Qt і замінивши його на адаптер, котрий суміщав із Cocoa-сумісним API мовою Objective-C. Це дало змогу Apple Inc. забезпечити максимальну сумісність із KHTML. У результаті вийшла бібліотека з відкритим кодом WebCore. Заснований на рушії KDE kjs JavaScript у поєднанні з Apple JavaScriptCore продукт був названий WebKit. Цей програмний каркас використовується великою кількістю програм у Mac OS, включаючи Safari, для відображення HTML.
Safari доповнив інтерфейс WebKit користувацькими функціями, так само як Firefox доповнив рушій Mozilla Gecko. Як і Mozilla, Apple Inc. отримує деякі доходи від співпраці з Google. Проте, головною причиною розробки Safari стала потреба платформи Mac OS у сучасному, якісному вебпереглядачі.
В травні 2025 року стало відомо, що зростання популярності ШІ серед користувачів вже впливає на інтенсивність звичайних пошукових запитів, їхня кількість у Safari також, вперше, знизилася. Згідно повідомлення інформаційного агентства Bloomberg, компанії OpenAI, Perplexity AI та Anthropic з часом можуть витіснити традиційні пошукові системи, тому не виключається поява цих сервісів й у Safari. Станом на початок 2025 року, згідно укладеної угоди, Google платить Apple Inc. близько $20 млрд на рік за статус своєї пошукової системи (за умовчанням) у Safari.

### Safari 1.0
Представив абсолютно новий інтерфейс організації закладок і надав новий профіль для вимогливих користувачів, в якому вмісту сайту на екрані відводилася головна роль.
7 січня 2003, на Macworld у Сан-Франциско, Стів Джобс оголосив про те, що в Apple Inc. розробили свій власний вебпереглядач під назвою Safari. Він заснований на внутрішніх розробках Apple на основі рушія KHTML, й називається WebKit. Apple Inc. випустила першу бета-версію для OS X цього дня. Після численних офіційних і неофіційних бета-версій, з'явилася версія 1.0. Вона була випущена 23 червня 2003. Спочатку доступна тільки у вигляді окремого завантаження для Mac OS X v10.2, вона була внесена в Mac OS X v10.3 реліз від 24 жовтня 2003 року як вебпереглядач за замовчуванням, а Internet Explorer для Mac внесений тільки як альтернативний веббраузер.
Остання версія Safari для підтримки Mac OS X v10.2 є Safari 1.0.3, випущена 13 серпня 2004. Остання версія для підтримки Mac OS X v10.3 є 1.3.2, випущена 12 січня 2006.

### Safari 2.0
Випущений разом з Mac OS X 10.4 Tiger; маркетологи Apple Inc. зазвичай називають Safari RSS, щоб підкреслити можливість збору веббраузера RSS фідів. У новій версії стали доступними режими батьківського контролю і приватного перегляду, збереження вмісту сторінки локально у вигляді вебархіву. В Safari була також перевага в підтримці більшої кількості стандартів мережі і високій швидкості обробки сторінок, які стали доступними після декількох планових оновлень продукту.

### Safari 3.0
Компанія Apple Inc. випустила Safari 3.0 в червні, і це було частиною WWDC релізів (презентація деяких функцій Mac OS X Leopard), але також і бета релізом для користувачів Mac OS 10.4 Tiger. Компанія також випустила версію для Windows XP і Windows Vista з метою збільшити розповсюдження веббраузера і полегшити веброзробникам тестування для різних платформ (web-програми для iPhone). Нова версія Safari наділена покращеним пошуком на сторінці, можливостями зміни розміру текстових полів, перетягування закладок і збереженням груп вкладок в одну закладку. Компанія попрацювала над поліпшенням швидкості роботи вебпереглядача, і тепер говорить про те, що швидкість завантаження сторінки вдвічі вища, ніж в Internet Explorer 7, а швидкість роботи JavaScript у 2,8 рази вища.
При запуску в Mac OS X Leopard, Safari втрачає рамку з відполірованого металу, яка була його фірмовим знаком, і приймає стандартну форму інших програм Leopard. В Windows схожий на самого себе, тільки кнопка «закрити» знаходитися з іншого боку вікна. Safari в Leopard наділений новою можливістю, названою Web Clip (вебвирізка). Натиснення на іконку з ножицями дає змогу вибрати область вебсторінки як інтерфейсний елемент на Dashboard. Інструмент «Selection arrow» перетворює область закріплену за будь-яким місцем на сторінці, за тим же принципом, як в iPhone Safari дає змогу збільшувати область екрану. Можна створити область довільної форми для того, щоб відрізувати будь-які області екрану. Одного разу вибрана область додається як інструмент на Dashboard. За допомогою цього інструменту можна вибрати довільну форму рамки і можна завантажити будь-яку кількість «вирізок» на Dashboard.
У новому Safari очищення кешу може вестися по графіку, наприклад, щодня, тиждень, два тижні, місяць, рік або у будь-який момент вручну. Як і інші програми Mac OS X Leopard, веббраузер за замовчуванням зберігає всі завантажені файли в теці Downloads, а файли позначаються датою і часом, коли були завантажені. Коли ви пробуєте їх відкрити, вас попередять про те, що файл викачаний з Інтернету і повідомлять про можливі наслідки запуску підозрілих файлів. Leopard також індексує весь текстовий вміст закладок і кешу, так що коли ви шукаєте раніше переглянуту інформацію в своїх закладках, вам не потрібно заново відкривати вебсторінку, ви просто вводите слово, яке шукаєте. Ви можете прямо зараз завантажити [Архівовано 6 листопада 2007 у Wayback Machine.] версії Safari 3 як для Mac OS X Tiger/Leopard, так і для Windows безкоштовно.

### Safari 4.0
2 червня 2008, команда розробників WebKit продемонструвала новий рушій JavaScript, що значно збільшує швидкість Сафарі в інтерпретації сценаріїв. Рушій є одним з нововведень у Safari 4. Новий рушій JavaScript швидко перетворився на SquirrelFish Extreme, що ще більше покращує продуктивність у порівнянні з SquirrelFish, і в кінцевому підсумку став відомим як Nitro. Публічна бета-версія Safari 4 була випущена 24 лютого 2009, нові функції, такі як «найкращі сайти» (за аналогією з швидкісним доступом Опери), яка показує найбільш відвідувані сайти користувача на 3D стіну. Функція Cover Flow, що є особливістю Mac OS X і ITunes, була реалізована в Safari. У бета-версії вкладки були розміщені в рядку заголовка вікна, як і Google Chrome. Втім, користувачі багато скаржились на вкрай недолугу реалізацію цього рішення й у фінальній версії «Панель вкладок» була переміщена у вихідне положення, нижче адресного рядка.
Версія для Windows прийняла рідні теми Windows, а не застосовуваний раніше Mac OS X-стиль інтерфейсу. Крім того, Apple Inc. видалила синій індикатор виконання знаходження з адресного рядка (пізніше відновлений в Safari 5).
На 8 червня 2009, Safari 4 був офіційно випущений. Safari 4.0.1 був випущений для Mac 17 червня, і проблеми з було зафіксованою в Iphoto '09. Safari 4 в Mac OS X v10.6 «Сніжний барс» має 64-бітну підтримку, яка може зробити обробку JavaScript на 50 % швидшою. Він також має вбудовану систему запобігання краху, щоправда тільки для Snow Leopard; система запобігання краху буде зберігати неушкодженими дані, якщо плагін вебпереглядача, такий як Flash Player зазнає краху, то система вживе заходів таким чином, щоб інші вкладки й вікна не були порушені. Safari 4.0.4, випущена 11 листопада 2009 для OS X і Windows, ще більше підвищує продуктивність JavaScript.
Safari був одним з 12 вебпереглядачів запропонованих ЄС для користувачів Microsoft Windows у 2010 році. Він також є одним з 5 вебпереглядачів, що відображається на першій сторінці вибору вебпереглядача разом з Chrome, Firefox, Internet Explorer і Опера.

### Safari 5
Apple Inc. випустила Safari 5 7 червня 2010. В новій версії можна побачити новий Safari Reader для читання статей в Інтернеті без відволікання (на основі, зокрема, на інструменту Arc90), JavaScript на 30 % продуктивніший в порівнянні з Safari 4, і додана пошукова система Bing. Доступний для Mac і Windows, Safari 5 містить вдосконалені засоби розробки і підтримує більше десятка нових технологій HTML5, зосереджених на сумісності. За допомогою Safari 5, розробники тепер можуть створювати безпечні розширення Safari для налаштовування і підвищення їхньої комфортності. Apple Inc. в цьому випуску також повторно додала в адресному рядку індикатор для відстежування місця. Apple Inc. випустила Safari 4.1 одночасно з Safari 5, спеціально для Mac OS X Tiger. Оновлення містить більшість функцій і зміцненню безпеки в Safari знайшли 5. Однак вона не містить Safari Reader або Safari Extensions.

## Історія версій
| Основна версія | Версія Safari    | Версія WebCore | Версія Mac OS | Дата виходу       | Можливості |
| -------------- | ---------------- | -------------- | ------------- | ----------------- | --- |
| Beta           | 0.8              | 48             | 10.2          | 7 січня, 2003     | Public Beta. Вперше показана на конференції Macworld. |
| Beta           | 0.9              | 73             | 10.2          | 14 квітня, 2003   | Public Beta 2. Додано tabbed browsing, автозаповнення форм і паролів, можливість збиття всіх налаштувань браузера (browser reset) (видалення cookies, кешу тощо), можливість імпорту закладок з Netscape та Mozilla, вдосконалена підтримка web стандартів, удосконалена підтримка AppleScript, більше локалізованих версій. |
| Версія 1       | 1.0              | 85             | 10.2          | 23 червня, 2003   | Перший не-бета реліз. Safari стає браузером за замовчуванням у Mac OS X, функціональність autotabs, синхронізація закладок через iSync, підтримка всіх локалізацій Mac OS X, розширена підтримка AppleScript. |
| Версія 1       | 1.1              | 100            | 10.3          | 24 жовтня, 2003   | Представлена разом з Mac OS X v10.3. Підвищена швидкодія, розширена підтримка web стандартів, вдосконалена підтримка CSS. |
| Версія 1       | 1.2              | 125            | 10.3          | 2 лютого, 2004    | Вдосконалена сумісність з web-сайтами і web-applications. Підтримка аутерифікації за персональними сертифікатами. Підтримка full keyboard access для навігації. Можливість подовжити перервані закачки. Підтримка LiveConnect і XMLHttpRequest. |
| Версія 1       | 1.3              | 312            | 10.3          | 15 квітня, 2005   | Представлена разом з 10.3.9. Значні зміни у швидкості рендерінгу та покращення у сумісності з сайтами, розробленими для версії 2.0. |
| Версія 2       | 2.0 (Safari RSS) | 412            | 10.4          | 29 квітня, 2005   | Представлена разом з Mac OS X v10.4. Інтегровані читачі RSS та Atom. Інтегрований переглядач PDF. Режим Private Browsing та підтримка Parental Controls. Можливість збереження web-сайтів у вигляді web-архіву, представленого одним файлом на диску. |
| Версія 2       | 2.0.1            | 412.7          | 10.4.2        | 29 серпня, 2005   | Незалежне оновлення. Включає ряд змін та покращень. |
| Версія 2       | 2.0.2            | 416.11         | 10.4.3        | 31 жовтня, 2005   | Представлена разом з Mac OS X v10.4.3. Safari проходить тест The Web Standards Project Acid2 і це оновлення вдосконалює сумісність Safari з багатьма web камерами. |
| Версія 2       | 2.0.3            | 417.9          | 10.4.4        | 10 січня, 2006    | Представлена разом з Mac OS X v10.4.4. Перший загальнодоступний реліз Safari скомпільований одночасно для процесорів PowerPC та Intel x86 (Universal Binary). |
| Версія 2       | 2.0.4            | 418.8          | 10.4.7        | 27 червня, 2006   | Представлена разом з Mac OS X 10.4.7. |
| Версія 3       | 3.0              | 522.11         | 10.4.7        | 11 червня, 2007   | Публічна бета-версія. Анонсована на Worldwide Developers Conference. Версія для Mac OS X (10.4.9) і старших. Покращено пошук по сторінках. Можливість перетягувати вкладки, збереження кількох вкладок як одну закладку. Масштабування області введення тексту. Підтримка закладок Bonjour. Часткова підтримка SVG. |
| Версія 3       | 3.0.1            | 522.11         | 10.4.7        | 15 червня 2007    | Випущена переважно для Windows. Були виправлені критичні помилки, що призводили до краху браузера |
| Версія 3       | 3.0.2            | 522.12         | 10.4.7        | 22 червня 2007    | Публічна бета-версія. |
| Версія 3       | 3.0.3            | 522.12.1       | 10.4.7        | 30 червня 2007    | Публічна бета-версія. Поліпшений захист. Значно покращена стабільність та швидкість роботи. |
| Версія 3       | 3.0.4            | 523.10         | 10.4.7-10.5   | 26 жовтня 2007    | Входить до складу Mac OS X Leopard. Можливість перетягування вкладок, розширена підтримка ве-стандартів, можливість відображення SVG, інтеграція з Dashboard, можливість створення власних віджетів з вебсторінок. Нова можливість для налагодження вебсторінок — «Вебінспектор» (схожа з популярним доповненням Firebug для Mozilla Firefox). |
| Версія 3       | 3.1              | 525.13         | 10.4.7-10.5   | 18 березня 2008   | Представлена підтримка шрифтів CSS, HTML 5, а також нові можливості SVG. Поліпшення продуктивності. |
| Версія 3       | 3.1.1            | 525.17         | 10.4.7-10.5   | 18 квітня 2008    | Оновлення стосуються безпеки і стабільності програми. |
| Версія 3       | 3.1.2            | 525.21         | 10.4.7-10.5   | 30 червня 2008    | Входить до складу поновлення Mac OS X (10.5.4). |
| Версія 3       | 3.2              | 525.26         | 10.4.7-10.5   | 13 листопада 2008 | Оновлення стосуються безпеки. Містить вбудовані засоби захисту від фішингу та підміни web-сайтів. |
| Версія 3       | 3.2.1            | 525.27         | 10.4.7-10.5   | 24 листопада 2008 | Оновлення направлено на підвищення стабільності роботи браузера. |
| Версія 4       | 4.0              | 526.11.2       | 10.4 — 10.6   | 11 червня 2008    | Ознайомча версія для розробників. Новий інтерпретатор JavaScript — SquirrelFish. Можливість збереження вебсторінок, як вебдодатки. Підтримка Cover Flow. |
| Версія 4       | 4.0              | 528.16         | 10.4.7-10.6   | 24 лютого 2009    | Публічна бета-версія. |
| Версія 4       | 4.0              | 530.17         | 10.4.7-10.6   | 8 червня 2009     | Офіційний реліз версії 4.0. |
| Версія 4       | 4.0.1            | 530.18         | 10.4.7-10.6   | 17 червня 2009    | Покращена підтримка браузера з iPhoto 09. |
| Версія 4       | 4.0.2            | 530.19         | 10.4.7-10.6   | 8 липня 2009      | Підвищена стабільність роботи рушія Nitro JavaScript і безпека веббраузера. |
| Версія 4       | 4.0.3            | 531.9          | 10.4.7-10.6   | 11 серпня 2009    | Підвищено стабільність при роботі з тегом HTML 5 video і функцією Top Sites. Поліпшена сумісність зі сторонніми плагінами. Усунуто проблеми з підключенням до iWork.com. Також виправлена помилка, що приводить до відображення сторінки в сірому кольорі. |
| Версія 4       | 4.0.4            | 531.21.10      | 10.4.7-10.6   | 11 листопада 2009 | Покращена підтримка JavaScript і з'явилася повна історія пошуку. Підвищено стійкість сторонніх плагінів. Додані останні оновлення безпеки. |
| Версія 4       | 4.0.5            | 531.22.7       | 10.4.7-10.6   | 11 березня 2010   | Покращена продуктивність Top Sites. Покращена стабільність сторонніх плагінів і вебсайтів з онлайн формами та масштабованою векторною графікою. Виправлені проблеми з Linksys і iWork.com. |
| Версія 4       | 4.1              | 533,16         | 10.4.7-10.6   | 7 червня 2010     | Збільшує продуктивність JavaScript, Top Sites, а також трекпад жести шнура. Додає швидше завантаження сторінки з попереднього завантаження DNS і поліпшення кешування сторінок і Bing опцію пошуку в поле пошуку. Покращує підтримку HTML5, функція автоматичного заповнення в Smart адресному рядку, вкладок, Повна історія пошуку, приватного перегляду, захист від міжсайтового скриптінг з XSS аудит, підтримка вебзастосунків, які використовують JavaScript Object Notation, а також інструменти для розробників. Покращує продуктивність і стабільність при вставці тексту в текстові поля вебсторінки, функція автоматичного заповнення функцій, PDF обробки та передачі зображень з Safari на Iphoto, при використанні Facebook і коли є сумніви. Підвищує надійність перевірки автентичності Windows IIS. Виправлення помилок, які не дозволяли деяким користувачам перетягуючи файли при вході в etrade.com. |
| Версія 4       | 4.1.1            | 533.17.8       | 10.4.7-10.6   | 28 липня 2010     | Точніші результати головним хітом в поле адреси і часу для анімації CSS. Додає кращої стабільності при прокручуванні MobileMe Mail. Виправлення помилка, не дозволяла Google Wawe і інші вебсайти за допомогою шифрування бібліотек JavaScript правильній роботі на 32-бітні системи, помилка, не дозволяла Safari від запуску на системах з мережі домашні каталоги, питання, яке може призвести до межує з YouTube картинки, щоб зникнути при наведенні по зменшеному зображенню питання, яке може призвести до Flash зміст збігаються з іншим змістом Facebook, ящиків і стовбура, і на інших сайтах при використанні Flash 10,1, помилка, не дозволяла посадочні талони з American Airlines з друку правильно, питання, яке може заподіяти DNS попередню завантаження просить перевантажувати певні маршрутизатори, і питання, який може призвести до VoiceOver misidentify елементів вебсторінок.                  |
| Версія 5       | 5.0              | 6533.16        | 10.5-10.6     | 8 червня 2010     | Відтворення HTML 5 video в повноекранному режимі. Підтримка прихованих субтитрів для HTML 5 video. Визначення географічного розташування комп'ютера. Історія AJAX в HTML5. Додана підтримка протоколу WebSocket і нових семантичних елементів HTML 5. З'явилася можливість підключення плагінів. Так само розширений список вбудованих засобів пошуку: Bing, Yahoo!. Новий режим «Тільки текст» для читання статей без настирливих банерів. |
| Версія 5       | 5.0.1            | 533,16         | 10.5-10.6     | 28 липня 2010     | Включена офіційна підтримка розширень, і Safari Extensions Gallery (Галерею розширень Safari). Користувачі можуть завантажувати і встановлювати розширення або з Галереї розширень Safari, або безпосередньо з сайту розробника. |
| Версія 5       | 5.0.2            | 533.18.5       | 10.5-10.6     | 28 липня 2010     | Включена офіційна підтримка розширень, і Safari Extensions Gallery (Галерею розширень Safari). Користувачі можуть завантажувати і встановлювати розширення або з Галереї розширень Safari, або безпосередньо з сайту розробника. |
| Версія 5       | 5.0.3            | 533.18.5       | 10.5-10.6     | 18 листопада 2010 | Точніші результати в розділі «Найкращий збіг» в адресному рядку. Точніші результати в розділі Top Sites. Виправлення помилки, які могли приводити до накладання вмісту, відображуваного за допомогою плагіна Flash 10.1, на вміст вебсторінки. Надійніше блокування спливаючих вікон. Підвищення стабільності при використанні VoiceOver з Safari. Підвищення стабільності при введенні тексту в поле пошуку і текстові поля введення на вебсайтах www.netflix.com і www.facebook.com. |
| Версія 5       | 5.0.4            | 7533.20.27     | 10.5-10.6     | 9 березня 2011    | Покращена стабільність для вебсторінок з кількома плагінами, покращена стабільність при використанні функції VoiceOver, виправлення питання, які можуть з'являтися в той час як прогається відео в Safari. Та інші виправлення спрямовані на покращення стабільної роботи браузера. |